# Liste des monuments historiques de Cahors
Ce tableau présente la liste de tous les monuments historiques classés ou inscrits dans la ville de Cahors, Lot, en France.

## Liste
| Monument                                       | Adresse                                        | Coordonnées                      | Notice         | Protection            | Date      | Illustration |
| ---------------------------------------------- | ---------------------------------------------- | -------------------------------- | -------------- | --------------------- | --------- | --- |
| Amphithéâtre romain                            | Allées Fénelon                                 | 44° 26′ 44″ nord, 1° 26′ 27″ est | « PA46000041 » | Inscrit               | 2019      | Amphithéâtre romain |
| Arc de Diane                                   | Avenue Freyssinet Rue des Thermes              | 44° 27′ 04″ nord, 1° 26′ 14″ est | « PA00094995 » | Classé                | 1886 1955 | Arc de Diane |
| Archidiaconé                                   | 38 rue de la Chantrerie                        | 44° 26′ 49″ nord, 1° 26′ 37″ est | « PA00094996 » | Classé                | 1907      | Archidiaconé |
| Bibliothèque municipale                        | Boulevard Gambetta Place Aristide-Briand       | 44° 26′ 45″ nord, 1° 26′ 27″ est | « PA46000014 » | Inscrit Classé        | 1999      | Bibliothèque municipale |
| Cathédrale Saint-Étienne                       | Place Jean-Jacques-Chapou                      | 44° 26′ 50″ nord, 1° 26′ 35″ est | « PA00094997 » | Classé                | 1862      | Cathédrale Saint-Étienne |
| Borie de Polminhac Château de Laroque-des-Arcs | Route de Laroque (D653)                        | 44° 28′ 21″ nord, 1° 27′ 06″ est | « PA00095127 » | Inscrit               | 1963      | Borie de PolminhacLa notice Mérimée place ce château par erreur dans la commune de Laroque-des-ArcsChâteau de Laroque-des-Arcs |
| Collège Pélegri                                | 35 rue du Château-du-Roi                       | 44° 26′ 58″ nord, 1° 26′ 30″ est | « PA00132947 » | Inscrit               | 1994      | Collège Pélegri |
| Collège Pélegri                                | 65 rue du Clocher Saint-Pierre                 | 44° 26′ 58″ nord, 1° 26′ 34″ est | « PA00095006 » | Inscrit               | 1943      | Collège Pélegri |
| Collège Pélegri                                | 24 Rue Pélegri 95 rue du Four-Sainte-Catherine | 44° 26′ 57″ nord, 1° 26′ 33″ est | « PA00095021 » | Inscrit               | 1925      | Collège Pélegri |
| Couvent des Bénédictines                       | Rue du Pont-Neuf Quai Champollion              | 44° 26′ 54″ nord, 1° 26′ 36″ est | « PA00095296 » | Inscrit               | 1990      | Couvent des Bénédictines |
| Couvent des Sœurs de Gramat Maison Hebray      | 81 rue des Soubirous                           | 44° 27′ 01″ nord, 1° 26′ 29″ est | « PA00094999 » | Inscrit               | 1925 1926 | Couvent des Sœurs de GramatMaison Hebray                                                                                       |
| Cuvier du Chapitre                             | 35 rue de la Chantrerie                        | 44° 26′ 50″ nord, 1° 26′ 38″ est | « PA00095004 » | Classé                | 1990      | Cuvier du Chapitre |
| Demeure médiévale                              | 88 rue des Soubirous                           | 44° 27′ 01″ nord, 1° 26′ 29″ est | « PA00095024 » | Inscrit               | 1925 1997 | Demeure médiévale |
| Église Saint-Barthélémy                        | Rue Saint-Barthélemy                           | 44° 27′ 08″ nord, 1° 26′ 26″ est | « PA00095000 » | Classé                | 1933      | Église Saint-Barthélémy |
| Église Saint-Urcisse                           | Rue Saint-Urcisse                              | 44° 26′ 46″ nord, 1° 26′ 41″ est | « PA00095001 » | Classé                | 1988      | Église Saint-Urcisse |
| Ermitage                                       | Chemin de l'Ermitage                           | 44° 26′ 44″ nord, 1° 25′ 35″ est | « PA00095002 » | Inscrit               | 1950      | Ermitage |
| Grenier du chapitre, tour et ancienne prévôté  |                                                | 44° 26′ 49″ nord, 1° 26′ 35″ est | « PA46000072 » | Inscrit               | 2019      | Grenier du chapitre, tour et ancienne prévôté                                                                                  |
| Hôtel d'Alamand                                | 40 rue du Portail-Alban                        | 44° 26′ 54″ nord, 1° 26′ 27″ est | « PA00095007 » | Inscrit               | 1944      | Hôtel d'Alamand |
| Hôtel d'Issala Maison Verdier                  | 83 rue du Docteur-Bergougnoux                  | 44° 26′ 43″ nord, 1° 26′ 35″ est | « PA00095013 » | Inscrit               | 1925      | Hôtel d'IssalaMaison Verdier                                                                                                   |
| Hôtel Lémozi                                   | 17 boulevard Georges-Saumande                  | 44° 26′ 42″ nord, 1° 26′ 33″ est | « PA00095012 » | Classé                | 1911      | Hôtel Lémozi |
| Hôtel de Marcilhac                             | 116 Rue nationale                              | 44° 26′ 45″ nord, 1° 26′ 35″ est | « PA00095018 » | Inscrit               | 1925      | Hôtel de Marcilhac |
| Hôtel de Vayrols                               | 333 rue nationale                              | 44° 26′ 37″ nord, 1° 26′ 37″ est | « PA00095020 » | Inscrit               | 1925      | Hôtel de Vayrols |
| Hôtel de ville                                 | Boulevard Gambetta                             | 44° 26′ 48″ nord, 1° 26′ 28″ est | « PA00095003 » | Inscrit               | 1975      | Hôtel de ville |
| Immeuble des Mirepoises                        | 15 boulevard Gambetta                          | 44° 27′ 03″ nord, 1° 26′ 25″ est | « PA00095005 » | Inscrit               | 1977      | Immeuble des Mirepoises |
| Lycée Gambetta                                 | 105 rue Wilson                                 | 44° 26′ 45″ nord, 1° 26′ 23″ est | « PA00095008 » | Classé Inscrit        | 1891 2016 | Lycée Gambetta |
| Maison                                         | 58 rue du Château-du-Roi                       | 44° 26′ 59″ nord, 1° 26′ 30″ est | « PA00095011 » | Inscrit               | 1925      | Maison |
| Maison                                         | 71 rue du Cheval-Blanc                         | 44° 26′ 41″ nord, 1° 26′ 35″ est | « PA46000002 » | Inscrit               | 1996      | Maison |
| Maison                                         | 46 rue Donzelle                                | 44° 26′ 43″ nord, 1° 26′ 42″ est | « PA46000003 » | Inscrit               | 1996      | Maison |
| Maison                                         | 3 rue Manceau                                  | 44° 26′ 44″ nord, 1° 26′ 40″ est | « PA00095016 » | Classé                | 1924      | Maison |
| Maison                                         | Rue nationale 253                              | 44° 26′ 40″ nord, 1° 26′ 37″ est | « PA00095019 » | Inscrit               | 1925      | Maison |
| Maison de Henri IV Maison de Roaldès           | 247 quai Champollion place Henri IV            | 44° 26′ 48″ nord, 1° 26′ 41″ est | « PA00095009 » | Classé                | 1862      | Maison de Henri IVMaison de Roaldès                                                                                            |
| Maison Issala                                  | 512 rue de la Rivière                          | 44° 27′ 27″ nord, 1° 26′ 36″ est | « PA00095010 » | Inscrit               | 1954      | Maison Issala |
| Maison Lacoste                                 | 30 rue Saint-André                             | 44° 26′ 53″ nord, 1° 26′ 28″ est | « PA00095022 » | Inscrit               | 1925      | Maison Lacoste |
| Maison Quéval                                  | Rue Fondue-Basse Rue de la Halle               | 44° 26′ 47″ nord, 1° 26′ 30″ est | « PA00095014 » | Inscrit               | 1925      | Maison Quéval |
| Maison Soulié du Bru (porte)                   | 41 Rue des Soubirous                           | 44° 27′ 02″ nord, 1° 26′ 29″ est | « PA00095023 » | Inscrit               | 1925      | Maison Soulié du Bru(porte) |
| Maison Trémolière                              | Place Galdemar                                 | 44° 26′ 46″ nord, 1° 26′ 34″ est | « PA00095015 » | Inscrit               | 1925      | Maison Trémolière |
| Maison Verdier Hôtel d'Issala                  | 160 rue Nationale                              | 44° 26′ 43″ nord, 1° 26′ 35″ est | « PA00095017 » | Inscrit               | 1925      | Maison VerdierHôtel d'IssalaDépartement du Lot : PLU de Cahors, p. 13                                                          |
| Maison-Tour                                    | 2 rue du Four-Sainte-Catherine                 | 44° 26′ 57″ nord, 1° 26′ 32″ est | « PA00095302 » | Inscrit               | 1991      | Maison-Tour |
| Musée de Cahors Henri-Martin                   | 792 rue Émile-Zola                             | 44° 26′ 55″ nord, 1° 26′ 19″ est | « PA46000015 » | Inscrit               | 1999      | Musée de Cahors Henri-Martin                                                                                                   |
| Palais Duèze dit Tour Jean XXII                | boulevard Gambetta                             | 44° 27′ 06″ nord, 1° 26′ 25″ est | « PA00095025 » | Classé                | 1886      | Palais Duèzedit Tour Jean XXII                                                                                                 |
| Palais de Via Château du roi                   | Rue des Soubirous                              | 44° 27′ 00″ nord, 1° 26′ 32″ est | « PA00094998 » | Classé Inscrit classé | 1922 2019 | Palais de ViaChâteau du roi |
| Pont Valentré                                  |                                                | 44° 26′ 42″ nord, 1° 25′ 54″ est | « PA00095027 » | Classé                | 1840      | Pont Valentré |
| Presbytère de la cathédrale                    | Rue de la Chantrerie                           | 44° 26′ 50″ nord, 1° 26′ 37″ est | « PA00095028 » | Inscrit               | 1931      | Presbytère de la cathédrale |
| Remparts                                       |                                                | 44° 27′ 18″ nord, 1° 26′ 20″ est | « PA00095029 » | Classé                | 1910      | Remparts |